# Poiana (Galați)
Pour les articles homonymes, voir Poiana (homonymie).
Poiana est une commune roumaine située dans le județ de Galați.